# FreeDOS
FreeDOS (Free-DOS, PD-DOS) – system operacyjny typu DOS, stworzony dla komputerów PC, stanowiący wolne oprogramowanie. Celem twórców systemu FreeDOS jest stuprocentowa zgodność z zamkniętym i komercyjnym MS-DOS. Interpreter poleceń używany przez FreeDOS został nazwany FreeCOM (odpowiednik Command.com z MS-DOS).

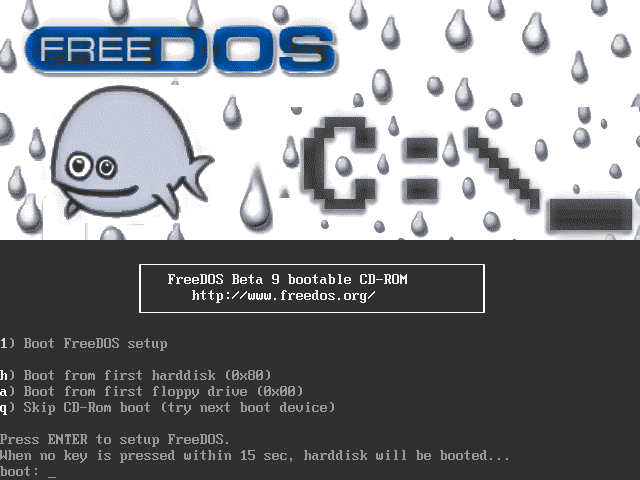
Ekran startowy z logo FreeDOS

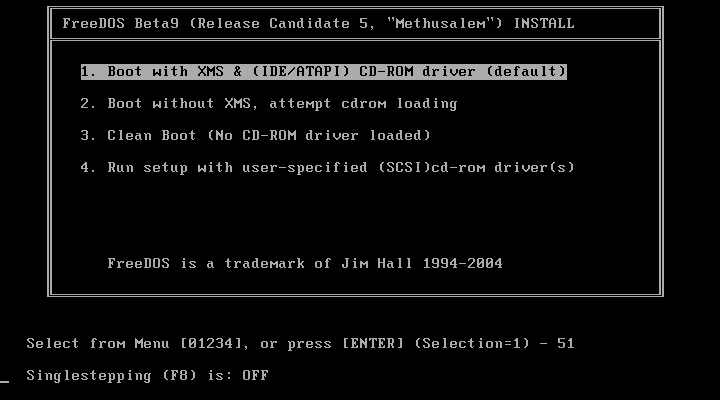
Menu startowe systemu

## Różnice w porównaniu z MS-DOS
- Obsługa dysków w trybie Ultra-DMA
- Obsługa dużych dysków twardych (LBA)
- System plików FAT32
- Możliwość użycia długich nazw plików z VFAT
- Wolna licencja (GPL)
- Obsługa wielojęzycznych komunikatów

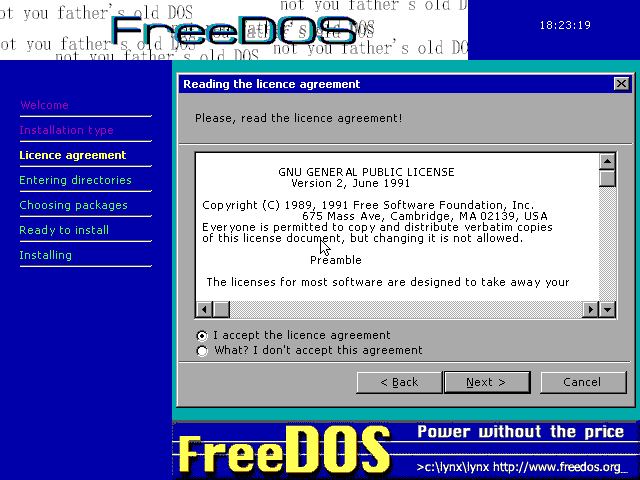
Instalator wyświetla umowę licencyjną (GNU GPL)

## Zarządzanie pamięcią
Program zarządzający pamięcią FreeDOS (EMM386) obsługuje VCPI, co pozwala systemowi i programom używać DPMI. FreeDOS zawiera również
sterownik UDMA, dzięki któremu dostęp do dysków jest szybszy (sterownik ten może być używany także przez inne systemy rodziny DOS).
System LBAcache przechowuje ostatnio używane dane z dysku w pamięci RAM (dokładniej w pamięci wysokiej  XMS), dzięki temu dostęp do dysku jest szybki, a system rzadziej korzysta z urządzenia (odpowiednik SMARTDRV z MS-DOS).
Ponieważ FreeCOM ma możliwość przenoszenia samego siebie do pamięci XMS, system może udostępnić stosunkowo duży obszar pamięci podstawowej, co jest ważne w przypadku gier wymagających do działania przynajmniej 620 kB pamięci podstawowej.

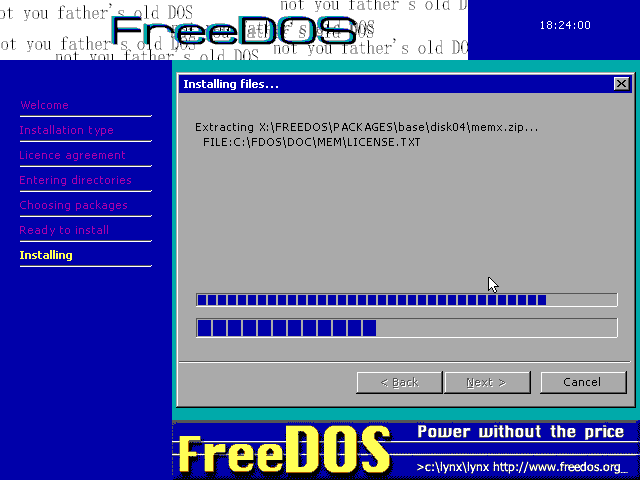
Pasek postępu w instalatorze

## Charakterystyka systemu
Znaczącymi zaletami FreeDOS jest wolna licencja i dostępność kodu źródłowego, które powodują, że projekt nadal się rozwija. Dzięki zaimplementowaniu obsługi systemu plików FAT32 można uruchomić FreeDOS z dysku, który używa tego systemu plików. W zależności od posiadanego BIOS-u można używać dysków w trybie LBA, a ich wielkość limitowana jest do 128 GB lub nawet 2 TB. Niektóre BIOS-y obsługujące LBA zawierają błędy i nie potrafią obsłużyć dysków większych niż 32 GB. Ten problem można rozwiązać używając programów OnTrack lub EzDrive jako menedżerów dysków. FreeDOS obsługuje użycie długich nazw plików (DOSLFN), jednak większość programów DOS-owych nie potrafi korzystać ani z tego sterownika, ani z długich nazw.
Jeśli FreeDOS jest uruchamiany pod Linuksowym emulatorem DOSEMU, możliwe jest zainstalowanie programów DOS na dowolnym systemie plików obsługiwanym przez jądro Linuksa.
Nie ma planów stworzenia sterownika USB, jedynie obsługiwane przez BIOS urządzenia USB są obsługiwane przez FreeDOS. Można użyć sterowników USB dla MS-DOS lub jeśli FreeDOS jest używany pod DOSEmu – użyć sterowników Linuksa. Inne popularne emulatory to Bochs (emulujący cały komputer PC) i DOSBox, który emuluje PC, jądro systemu operacyjnego DOS oraz powłokę: programy wewnątrz DOSBox "widzą" DOS-a, jednak nie można zainstalować FreeDOS-a. Można natomiast używać narzędzi FreeDOS wewnątrz DOSBox.

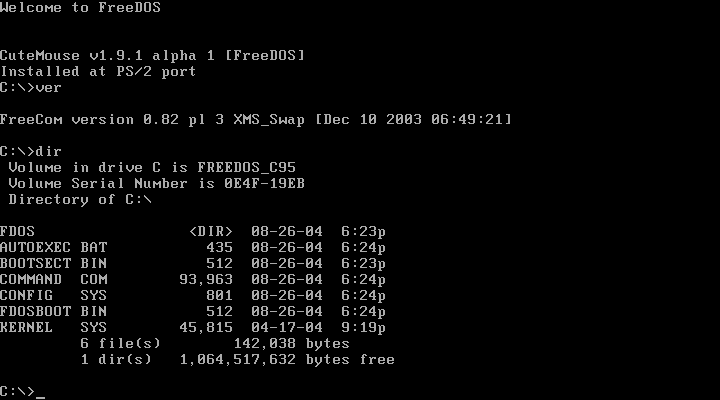
FreeDOS podczas pracy z powłoką

Jądro FreeDOS jest także używane z DOSEMU. DOSEMU pozwala na optymalizowaną dla DOS emulację komputera PC, co umożliwia użycie uproszczonych sterowników (dostarczanych z DOSEMU). System działa znacznie szybciej niż na Bochsie, czy komercyjnym VMware. Niemniej symulacji sprzętu brakuje realizmu w niektórych aspektach: emulowany dysk może być dostępny poprzez wirtualny BIOS, ale programy nie mogą programować bezpośrednio wirtualnego kontrolera dysków. Tyczy się to także wirtualnych kart graficznych czy muzycznych.

## Dystrybucja
W wyniku umów licencyjnych pomiędzy producentami komputerów a firmą Microsoft, która zobowiązywała producentów komputerów do sprzedawania wyłącznie komputerów z dołączonym systemem operacyjnym, Dell oferował serię komputerów z zainstalowanym FreeDOS-em. Firma Dell była krytykowana za to, że maszyny z FreeDOS-em nie były tańsze i łatwiejsze do nabycia, niż te z zainstalowanym Windows.
FreeDOS stał się alternatywą dla systemu MS-DOS, gdy Microsoft zadeklarował w 1994 roku, że nie będzie już kontynuował linii MS-DOS i pozbawił użytkowników wsparcia technicznego.
Inną alternatywą dla MS-DOS jest OpenDOS. Jest on bardziej zgodny z Microsoft Windows, ale w odróżnieniu od FreeDOS-a, nie jest dystrybuowany na wolnej licencji.